# 乔治娜·拜尔
乔治娜·拜尔  JP（1957年11月—2023年3月6日），新西兰工党人物，于1995年至1999年担任卡特顿镇长，之后在1999年至2005年间代表工党担任懷拉拉帕选区议会成员，是全球首位公开表示自己是跨性别的国会议员，较为支持进步性政策，包括卖淫法案改革、民事结合、反歧视法案、保障毛利人的权利等。她于2007年退休，后又于2014年代表馬納運動参与选举，但未能成功。

## 早年生活
拜尔出生于新西兰的惠灵顿，出生时的性別指定是男性，具有白人和毛利人血统。她的名字起初叫做乔治，直到16岁时改为乔治娜，“乔治”一名来自她的祖父乔治·伯特兰，后者曾是毛利營的一名二级指挥官。拜尔的生父起初是一名警察，后因故入狱。拜尔出生时，她的父母居住在惠灵顿市中心东南方向距离约3.5公里的一个郊区，她的母亲与第一任丈夫也有一个孩子，这个孩子生于1958年12月，后来被送给他人收养。在母亲怀孕期间，拜尔被送到塔拉纳基大区与祖父母共同居住。1962年，拜尔的父母离婚，同年她的母亲与刚刚从一个法学学校毕业的科林·拜尔再婚。两人随后搬到了上哈特，四岁半的拜尔也搬来与母亲同住。1963年，拜尔的母亲又生下了一个儿子。拜尔起初是在上哈特读小学，后来在七岁时因为父母搬家而随之转学。由于父母之间存在婚姻问题，拜尔被送到了一间名为威尔斯利学院的寄宿学校，感到被遗弃的她曾经尝试自杀。拜尔上到二年级（Form 2）时，由于所居住的收容所关闭，她开始以日间寄宿生的身份继续读书。1971年，拜尔的母亲再次离婚，使得拜尔开始陷入经济困境，由于无法再承担私立学校的学费，她不得不转入昂斯路中学继续学业。后来拜尔跟随母亲和弟弟搬到奥克兰的一个郊区，并进入当地高中继续求学。在进入高中之前，拜尔的姓氏已经通过契约的方式从“伯特兰”改成了“拜尔”，因此无需再向学校解释她与家人之间的姓氏差异。高中时期的拜尔开始参加影视类演出，不过后来决定要从事别的行业，并在16岁时违背母亲的意愿离开了学校。
拜尔在4岁时就开始表现出女性化倾向。为了能穿上女性的裙子，她特意加入了学校的合唱团并参与到各种表演之中。不过由于当时社会对跨性别人群的接受度不高，拜尔能够从事的职业非常匮乏，她先是加入过惠灵顿的一个同性恋夜总会，其后又相继做过歌手和變裝皇后，后来转为一名性工作者。1979年，拜尔在澳大利亚的悉尼遭到轮奸，这一经历给她留下了心灵创伤，更曾使她数次尝试自杀。由于当时的法律对性工作者的保护非常有限，拜尔自觉无法向警方求助，遂开始萌生了从政的想法，希望能对这种情况做出改变。回到新西兰后，拜尔找了一份演员的工作，她在这段时期的事业颇为成功，巅峰时期曾在1987年获得新西蘭電影電視獎最佳女演员提名。1984年，拜尔通过性別肯定手術成功转变为一名女性。
在搬到卡特顿后，拜尔到懷拉拉帕当了一名电台主持人，负责报道当地新闻，此外还跟主持人保罗·亨利有过合作，亨利后来在1999年的大选中成为拜尔的对手，并被拜尔击败。

## 政治生涯

### 卡特顿
拜尔在搬到卡特顿居住后就对当地政治产生了兴趣，并在不久后通过选举进入了当地一间学校的董事会。1985年，拜尔当选卡特顿市长，她的工作于1996年得到惠灵顿市长马克·布卢姆斯基肯定。1998年，拜尔凭借90%的得票率再次当选。2000年，拜尔自市长任上退休并进入国会，不过她后来在2004年表示她对这次退休非常后悔。

### 议会
在1999年的大选中，拜尔被工党选为懷拉拉帕选区的议会候选人，而国家党则选择了政治新人保罗·亨利来作为她的竞争对手，一开始两人的竞争非常激烈，但亨利在一次电视采访中试图用拜尔的过去来作为反对她的理由，并表示拜尔转变性别的行为证明她不走正道，导致他的支持率发生下滑，最终拜尔成功当选，成为全球第一位跨性别的国会议员。在她的首次演说中，拜尔说道：
我忍不住想要提一下本届议会中的一些“第一”：我们的第一位拉斯塔法里运动人士拉斯塔法里人（南多尔·坦佐斯……我们的第一位玻里尼西亞女性（温妮·拉班）……是的，我不得不说，我想我是新西兰第一个站在议会大厦的变性人。女士们，先生们，这不仅是新西兰的第一次，也是世界上的第一次。这是一个历史性的时刻。我们需要知道，我们的国家在许多方面都处于领先地位。我们在女性获得选票方面处于领先地位。我们过去一直处于领先地位，我希望我们今后在社会政策方面，当然还有人权方面，也将再次处于领先地位。
在2002年的大选中，拜尔代表工党角逐懷拉拉帕选区，再次成功当选。
2001年，安妮·高森和彼得·威尔斯联手制作了一部关于拜尔的纪录片。这部影片后来斩获了2002年舊金山國際LGBT電影節优秀纪录片奖和悉尼電影節最佳纪录片观众奖等多个奖项。拜尔在影片的访谈中说道：“我被问了很多其他政治家不会被问到的问题，例如手术方面的‘你受伤了吗？’、‘作为一个女性，你现在从事性行为时的感觉跟你是男性的时候有什么不一样？’等。”

### 政治观点
拜尔比较支持带有进步性的政策，例如LGBT平权和毛利人平权等。2003年，新西兰议会拟通过一项《卖淫改革法案》，不再将卖淫列为犯罪，拜尔非常支持这项法案，并在一次演讲中公开承认了自己从事性工作的经历，最终触动了另外三名议员，促使他们也为该法案投下了支持票，使得法案以60票支持、59票反对和一票弃权正式通过。
拜尔也支持2004年规定同性戀者與合法夫婦拥有等同的法律地位的民事结合法案，并就该法案作了一次演讲。拜尔还亲自前往议会大楼外会见了来自命定教会的抗议人士，但在遭到抗议人群的辱骂后情绪失控，不过到了第二天，拜尔在主持人保羅·霍姆斯的邀请下与命定教会的领导人进行面对面交流的时候表现得非常镇定。
拜尔是在《1993年人权法案》的修正案中加入禁止基于性取向歧视他人的规定的提倡者之一。2004年，拜尔在她的私人草案中加入了禁止基于性别认同歧视他人的条文，不过在从副检察长提出的一项法律意见中得知现有法律已经涉及这一问题后，拜尔又移除了相关条文。
拜尔支持在各大政府部门和公共机构中使用毛利语，并在《2003年毛利语法案》的通过中发挥过重要作用。她个人虽然不支持2004年的海底及海滩法案，但因为她的选区并非毛利人选区，多数选民都支持该法案，她最终还是投下了支持票。她曾经问过工党当局可否弃权，但遭到拒绝。拜尔对此事非常后悔，立誓以后再也不会在她的身份和“政治上的权宜之计”之间纠结。

### 退休
2004年年初，拜尔表示不会再参加2005年的选举。外界推测她作出此决定的部分原因可能就是因为此前在海底和海滩法案上与选举委员会之前的分歧。不过在经历了命定教会的集会之后，拜尔于同年9月表示打算代表工党再参加一次选举，但计划换一个选区。一年后，拜尔再次表示决定退休。她最终在2007年2月14日发表告别演说，并于第二天正式退出议会。
离开政坛后，拜尔因为找不到其他工作而陷入了经济困境。她本打算再次参加卡特顿市长选举，但却支付不起竞选费用。虽然一名台湾朋友愿意为她承担竞选费用，但那名朋友于2010年意外去世，使得她不得不一边继续寻找工作，一边开始申请社会福利。

### 2014年馬納運動南海岸选区选举
2014年7月27日，馬納運動宣布拜尔将代表该党参加北海岸选区的选举。根据拜尔的说法，她参加这次选举是为了向毛利人弥补自己之前为海滩和海底法案投下支持票的过错。不过在选举失败后，拜尔表示参加这次选举是为了“帮洪·哈拉维拉一个忙”，而她自己从未期望能取得胜利。
拜尔对于馬納運動与网络党的结盟持批评态度。她表示她对网络党的创始人金·達康保持谨慎，希望他能担任较为次要的位置。她批评达康在背后对联盟实施操纵，而其进入政坛是为了报复那些轻视他的人。另外，拜尔还中途退出了联盟的全国旅行。她对于两党之间的关系也持保留态度，表示馬納運動并没有得到平等对待，例如她自己所得到的竞选资金就非常少。

## 公眾演說

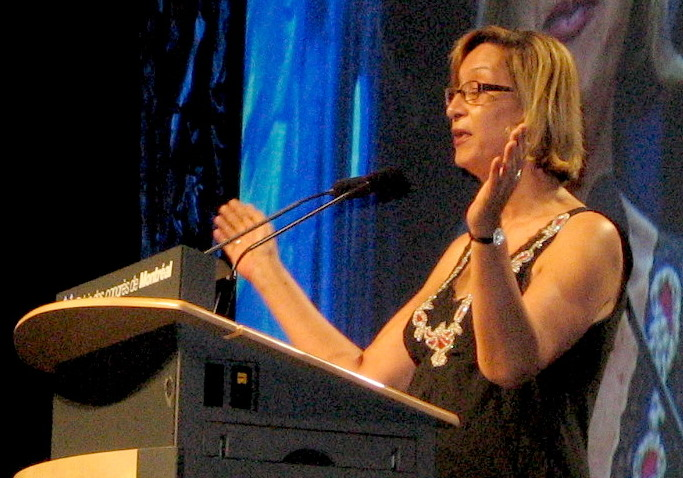
拜尔在2006年的一次会议上作演讲

拜尔分别是2006年在蒙特利尔举行的第一次和2009年在哥本哈根举行的第二次LGBT人权国际会议的主旨演讲人，此外还在2010年9月24日在多伦多举行的“加拿大各地同性恋人群平权会议”（英語：Equality for Gays And Lesbians Everywhere，简称Egale Canada）上作过主旨演讲。
2018年10月23日，拜尔应牛津大學辯論社邀请前往演讲，成为第一个在牛津大学辩论社演讲的毛利血统人士。同年10月31日，拜尔又接到了来自剑桥大学辩论社的邀请，一同受到邀请的还有美国告密者切尔西·曼宁。

## 荣誉
2000年，拜尔在年度酷儿颁奖典礼上被票选为杰出酷儿。
2020年，拜尔在女王诞辰庆典上获得新西兰功绩勋章，以表彰她在维护LGBT权利上的贡献。拜尔表示对于这一荣誉感到自豪，并感谢了懷拉拉帕人民“忽略我丰富多彩的过去，审视了我的过去，并给了我机会”。

## 逝世
拜尔于2013年被诊断出肾衰竭，导致其重返政坛的计划暂时搁置，此后自2014年参加选举起，直到2017年接受肾脏移植手术之前，她每天都要做好几次透析。做完肾脏移植手术后，拜尔重新回到了公众视野。2023年3月6日，拜尔在惠灵顿的一家医院去世，根据拜尔的遗愿，她的好友将不会为她举办葬礼，但会安排一个纪念仪式。
拜尔去世后，多名新西兰的政坛人物都对她作出了悼念。曾经招聘拜尔做临时保姆的懷拉拉帕国会议员基兰·麦克拉尔蒂在提到拜尔时表示她是一名“备受喜爱的家庭成员、忠诚的朋友、LGBT权利的热情捍卫者和本地政坛的强势人物”。总理克里斯·希普金斯评价拜尔时称她“为其他人树立了一个易于模仿的榜样”。财政部长格兰特·罗伯逊表示他将永远记得拜尔的勇气。前总理海伦·克拉克认为拜尔能够受欢迎来自于她的诚实。在拜尔去世后，卡特顿一处住宅开发区的一个街道将以她的名字命名。

### 著作
- Beyer, Georgina; Cathy Casey. . Auckland, NZ: Random House. 1999. ISBN 978-1-86941-371-2.

## 延伸阅读
- (sound recording). Carterton, NZ: Masterton International Relations Committee and HUHU Music. 2002. HUHU WP001.
  - 乔治·格什温的歌曲《Summertime》（出自《波吉和贝丝》）歌颂了拜尔的贡献
- Akersten, Matt. . GayNZ.com. 23 November 2008  [2024-04-29]. （原始内容存档于2023-03-07） –PrideNZ.
- A Consummate Politician Accepts New Challenges – gendercentre.org.au